# Катона, Мате
Мате Катона (венг. Katona Máté; род. 22 июня 1997, Шопрон) — венгерский футболист, защитник клуба «Ференцварош». Выступает за «Кечкемет» на правах аренды.

## Клубная карьера
Катона — воспитанник клубов «Шопрон» и МТК. 17 июля 2016 года в матче против «Вашаша» он дебютировал в чемпионате Венгрии. По итогам сезона клуб вылетел из элиты. 29 октября 2017 в поединке против «МТЕ 1904» Мате забил свой первый гол за МТК.